# Kanadische Volleyballnationalmannschaft der Männer
Die kanadische Volleyballnationalmannschaft der Männer ist eine Auswahl der besten kanadischen Spieler, die die Volleyball Canada Association bei internationalen Turnieren und Länderspielen repräsentiert.

## Geschichte

### Weltmeisterschaften
Kanada nahm bei der WM 1974 in Mexiko erstmals teil und belegte den 20. Platz. Das gleiche Ergebnis gab es vier Jahre später. 1982 steigerten sich die Kanadier auf den elften Rang. Nach dem verpassten Turnier 1986 wurden sie 1990 Zwölfter. Vier Jahre später kamen sie mit dem neunten Platz erstmals unter die besten Zehn. Danach ging es über den zwölften Platz 1998 wieder hinunter auf Rang 17. Nach dem elften Platz bei der WM 2006 gab es beim Turnier 2010 mit dem 19. Platz das schlechteste Ergebnis. 2014 erreichten die Kanadier die zweite Gruppenphase und wurden Siebter. Das gleiche Ergebnis gab es bei der WM 2018.

### Olympische Spiele
Bei den Spielen 1976 in Montreal waren die Kanadier als Gastgeber zum ersten Mal dabei und wurden Neunter. 1984 in Los Angeles verpassten sie als Vierter nur knapp eine Medaille. 1992 in Barcelona belegten sie den zehnten Rang. 2016 in Rio de Janeiro waren sie wieder dabei und schieden im Viertelfinale gegen Russland aus. Bei den 2021 ausgetragenen Olympischen Spielen von Tokio erreichte Kanada das Viertelfinale. 2024 in Paris schied das Team in der Vorrunde aus.

### NORCECA-Meisterschaften
Bei der ersten NORCECA-Meisterschaft 1969 wurden die Kanadier Vierter. 1971 waren sie zum einzigen Mal nicht dabei. 1973 kamen sie auf den dritten Rang, zwei Jahre später waren sie wieder Vierter und 1977 Dritter. 1979 unterlagen sie dem Gastgeber Kuba erst im Endspiel. Nach dem dritten Platz 1981 erreichten sie 1983 erneut das Endspiel gegen einen Gastgeber und unterlagen den USA. Danach gab es zwei dritte Plätze, bevor 1989 das nächste Finale gegen Kuba verloren. Anschließend wurden sie sechsmal in Folge Dritter, wobei sie 1991 und 1995 Gastgeber waren. 2003 mussten sie sich im Endspiel den USA geschlagen geben. Das Turnier 2005 beendeten sie im eigenen Land wieder als Dritter. Danach verpassten sie zweimal als Vierter die Medaillenränge. Nach dem dritten Platz 2011 gab es 2013 ein weiteres verlorenes Finale gegen die USA. 2015 gewannen die Kanadier mit einem Sieg gegen Kuba erstmals die kontinentale Meisterschaft. 2017 wurden sie als Titelverteidiger Dritter. Das gleiche Ergebnis gab es 2019 vor heimischem Publikum. 2021 und 2023 folgten weitere zweite Plätze.

### World Cup
Die Kanadier nahmen beim World Cup erstmals teil und wurden Zwölfter. Von 1995 bis 2003 steigerten sie sich vom zehnten über den achten auf den siebten Platz. Ebenfalls Siebter wurden sie beim World Cup 2015. Das Turnier 2019 beendeten sie auf dem neunten Rang.

### Nations League

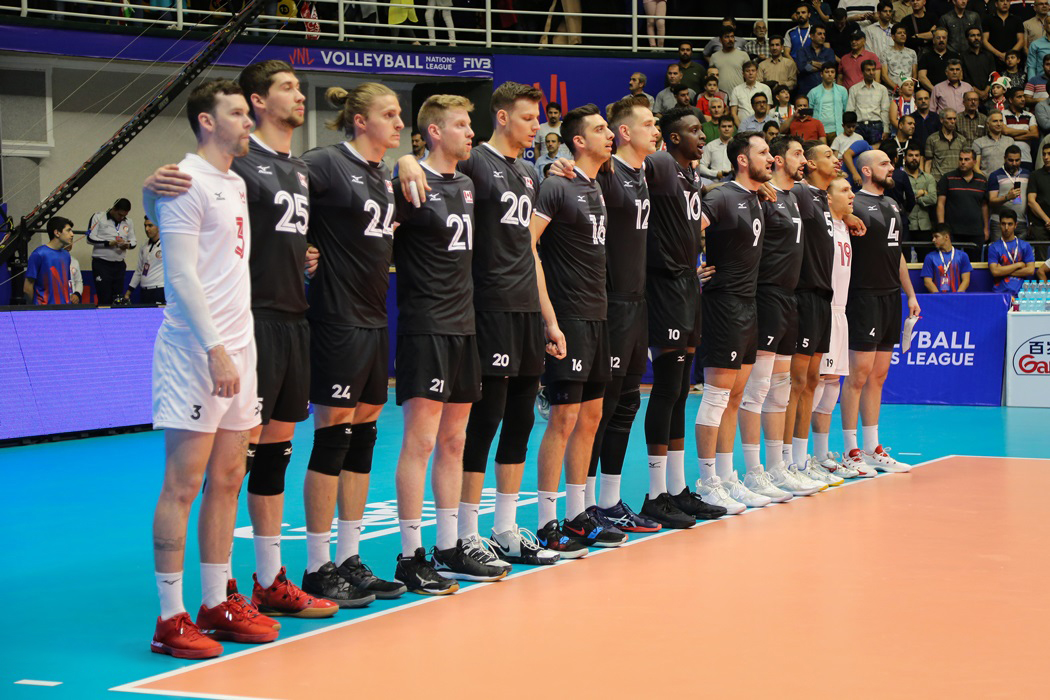
Die Kanadier in der Nations League 2019

Bei der ersten Ausgabe der Nations League 2018 verpassten die Kanadier als Siebter der Gesamtwertung knapp die Finalrunde. Beim Turnier 2019 wurden sie Neunter. 2024 überstanden sie erstmals die Vorrunde und qualifizierten sich für das Viertelfinale. Sie wurden auf dem sechsten Platz gewertet.

### Weltliga
In der Weltliga waren die Kanadier 1991 zum ersten Mal vertreten und belegte den zehnten Platz. Ein Jahr später erreichten sie den siebten Rang. 1999 und 2000 gab es zwei weitere Teilnahmen, die mit den Rängen acht und elf endeten. Das Turnier 2007 beendeten die Kanadier auf Platz 13. 2012 wurden sie Zwölfter. Im folgenden Jahr erzielten sie den fünften Platz. Danach gab es drei zweistellige Resultate. In der letzten Ausgabe 2017 schafften sie als Drittplatzierter ihr bestes Ergebnis in diesem Wettbewerb.